# Beugrottam
A Beugrottam (eredeti cím: I Came By) 2022-ben bemutatott brit bűnügyi filmthriller, amelynek rendezője, társproducere és társforgatókönyvírója Babak Anvari. A főbb szerepekben George MacKay, Percelle Ascott, Kelly Macdonald és Hugh Bonneville látható. 
A filmet az Egyesült Királyságban 2022. augusztus 19-én mutatták be a mozikban, mielőtt 2022. augusztus 31-én a Netflixen megjelent volna. Magyarországon egy nappal később 2022. szeptember 1-jén mutatta be a Netflix.

## Cselekmény
A két graffitiművész, Toby és Jay betörnek gazdag emberek házaiba, és az I Came By („Beugrottam”) feliratot hagyják a falakon. Nem áll szándékukban meglopni áldozataikat. Miközben fásítási munkálatokat végeznek Sir Hector Blake egykori bíró birtokán, Jay elküldi a biztonsági hálózatának hozzáférési adatait Tobynak, aki ezután fontolóra veszi a betörést. Jay azonban el akar határolódni az időközben jelentős médiafigyelmet kiváltó bűncselekményektől, miután barátnője közli vele, hogy terhes. Elmagyarázza Tobynak, nem akarja megkockáztatni a további konfliktusokat a törvénnyel, és teljes mértékben az apai szerepére akar koncentrálni.
Amikor Blake nincs otthon, Toby egyedül tör be a házába. A pincében felfedez egy titkos szobát, ahol valakit fogva tartanak. Amikor Blake váratlanul hamar hazatér, Toby sietve elhagyja a házat anélkül, hogy kiszabadítaná a foglyot, vagy graffitit hagyna maga után. Zaklatottan fordul Jayhez, de nem jut el odáig, hogy elmondja neki, mit látott, mivel Jay nem akar tudni az egészről, és hirtelen véget vet a beszélgetésnek. Toby névtelenül felhívja a rendőrséget egy telefonfülkéből, de azok a felületes kutatás során nem találnak semmit, a hívást pedig gyerekes csínynek minősítik.
Miután összeveszik Lizzie nevű anyjával, aki semmit sem tud a betörésekről és a graffitikről, Toby megpróbál megszökni, de Blake közbelép. Miközben megpróbál felülkerekedni a bírón, Toby megbotlik, és meghal. Toby néhány napra való eltűnése után az anyja hívja a rendőrséget. Jay azt állítja, nem tud a barátja hollétéről. Egy levéllel, amit Blake postaládájából lop el, végül Blake-re tereli a gyanút, mire a rendőrség ismét házkutatást tart nála. A pincében lévő titkos szoba azonban üres, és vészhelyzeti bunkernek rendezték be.
Lizzie ezután saját nyomozásba kezd, és látja, hogy a fiatal iráni Omid, akit Blake vendégül látott, kiugrik a ház egyik ablakán, és pánikszerűen elmenekül. Ő azonban nem akar a rendőrségre menni, mert fél a bírónak a tartózkodási engedélyére gyakorolt hatásától. Bár a férfi zaklatott és rémült, Blake-nek egy nappal később sikerül becsalogatnia a kocsijába, és magával vinnie.
Amikor Lizzie maga tör be Blake házába, a férfi leüti és megkötözi. Ezután látja Blake-et, ahogy feldarabolja Omid holttestét. Elmagyarázza neki; azért teszi ezt, hogy elégethesse, ami a testmagassága miatt nála könnyebb lesz. Amikor Lizzie rákérdez, azt is elmondja neki, hogy ugyanezt tette Tobyval is, és lehúzta a hamvait a vécén.
Most, hogy Lizzie is eltűnt, Jay egyre jobban aggódik, és felkeresi a bíró házát. A ház viszont már eladó. Ezután meglátogatja Blake szüleinek házát, ahová a jelek szerint visszaköltözött. Fenntartásai ellenére betör, és dulakodás után megkötözi a bírót. A garázs egyik eldugott mellékhelyiségében megtalálja a fogoly új rejtekhelyét, és kiszabadítja. Közben a rendőrség már úton van az ingatlanhoz, ezért Jay elmenekül. A ház átkutatása közben a rendőrök egy falra bukkannak, amelyre az „I Came By” feliratot fújták.

## Szereplők
| Szerep                | Színész         | Magyar hang         |
| --------------------- | --------------- | ------------------- |
| Sir Hector Blake      | Hugh Bonneville | Csankó Zoltán       |
| Toby Nealey           | George MacKay   | Patkós Márton       |
| Jameel "Jay" Agassi   | Percelle Ascott | Ember Márk          |
| Lizzie Nealey         | Kelly Macdonald | Majsai-Nyilas Tünde |
| Naserine "Naz" Raheem | Varada Sethu    | Gáspár Kata         |
| Ella Lloyd            | Franc Ashman    | Kocsis Mariann      |
| Omid                  | Yazdan Qafouri  | Csiby Gergely       |

### Magyar változat
- Magyar szöveg: Petőcz István
- Hangmérnök: Salgai Róbert
- Vágó: Kránitz Bence
- Gyártásvezető: Kablay Luca
- Szinkronrendező: Molnár Ilona
- Produkciós vezető: Haramia Judit

A szinkront az Iyuno-SDI Group Budapest készítette.